# توزلوکوش
توزلوکوش (به لاتین: Tuzlukush) یک منطقهٔ مسکونی در روسیه است که در باشقیرستان واقع شده‌است.